# Silvia Caballol Clemente
Silvia Caballol Clemente (* 1983 in Súria) ist eine spanische klinische Psychologin und Autorin.

## Leben
Caballol studierte an der Autonomen Universität Barcelona Psychologie. 2015 begann sie mit der Veröffentlichung von erotischen Romanen. In ihren Werken wird auch der Satanismus thematisiert. Caballol lebte lange in Barcelona. 
Später zog sie mit ihrem Mann und ihren drei Kindern nach Marokko. Seit ihrer Scheidung lebt sie in Manresa. Weltweit bekannt wurde sie aufgrund ihrer romantischen Beziehung zum katholischen Bischof von Solsona, Xavier Novell, der am 23. August 2021 aus persönlichen Gründen zurücktrat. Informationen zu der Beziehung wurde auf der Webseite Religió Digital zuerst veröffentlicht. Am 22. November 2021 heiratete sie Novell.

## Bücher
Caballol veröffentlichte zwei Bücher.
- Trilogía amnesia. Lacre, 2016, ISBN 9788416815937
- El infierno en la lujuria de Gabriel. Ediciones Albores-Fco Javier Boniquito Agudo, 2017, ISBN 9788417072193